# Manoir de la Ruée
Le manoir de la Ruée est situé à Ruffiac en France.

## Localisation
Le manoir est situé sur le territoire de la commune de Ruffiac, au lieu-dit la Ruée, dans le département du Morbihan en région Bretagne.

## Description
Le manoir date des XVIIe et XIXe siècles, plan en L, édifice dans une cour fermée à un étage carré, élévation à travées construit en moellon sans chaîne en pierre de taille de schiste. Toiture à longs pans recouverte d'ardoises,  toit en pavillon. Tour d'escalier postérieure.

## Historique
Manoir construit vers 1667, selon la date portée sur un pavillon, par Jean de la Bourdonnaye et sa femme Louise de la Ruée, comme l'indiquent les armoiries d'alliance sculptées au-dessus du portail ; agrandissement pendant la deuxième moitié du XIXe siècle. La métairie de la Ruée est mentionnée dans le texte de réformation (recensement) de la noblesse ; cette métairie, acquise depuis XL ans de Robert Jacquet et Robert Chanu par Raoul Pibourt appartient, en 1513, à Jehan de la Bourdonnaye. En 1536, elle appartient à Louis de la Bourdonnaye dont les différents successeurs sont : Jean de la Bourdonnaye et sa femme Louise de la Ruée (mentionnés entre 1670 et 1677), Yves-Nicolas de la Bourdonnaye et sa femme Françoise Le Breton (mentionnés entre 1680 et 1694), Louis de la Bourdonnaye et sa femme Jeanne de la Landelle (mentionnés entre 1756 et 1780). À cette époque, la métairie est sur le territoire de Tréal.
Il est inscrit à l'inventaire général du patrimoine culturel.